# Miłowka (Baszkortostan)
Miłowka (ros. Миловка) – wieś (sieło) w Rosji, w Baszkortostanie, w rejonie ufimskim. W 2010 liczyła 2767 mieszkańców.